# قاسم ملحم كنج
قاسم ملحم كنج سوريا قرية ولغا محافظة السويداء حيث اشترك في عدة معارك ومنها معركة المزرعة التي ادت إلى خسارة الجيش الفرنسي بقيادة الجنرال ميشو وقد جرح قائد الحملة قبل أن يهرب - ومعركة تل الحديد التي وقعت في صباح اليوم الرابع والعشرين من شهر ايلول سنة 1925 حيث جرح المجاهد أبو نواف في تلك المعركة حيث كان المجاهدين يرابطون في
تل الحديد الذي يبعد ستة أميال عن السويداء حيث دارة معركة عنيفة استخدم بها الفرنسيين الطائرات والمجنزرات والمدافع.